# Горобина чорноплідна
Аронія чорноплідна або горобина чорноплідна (Aronia melanocarpa) — кущ родини розових (Rosaceae) 1–2.5 м заввишки.
Листки прості, цілокраї, блискучі, чергові, черешкові, еліптичні або зворотно-яйцюваті, загострені, з країв пилчасті, зверху темно-зелені, зісподу — світліші, 2.5–7 × 2.5–3.5 см; черешки короткі з широкими прилистками, що не опадають.
Квіти двостатеві, правильні, 5-пелюсткові, білі або рожеві, запашні, в щиткоподібних суцвіттях. Цвіте рослина з середини травня майже до кінця червня.
Плоди достигають у серпні-вересні. Плід запушений, у час стиглості голий, округлої форми, чорного або сливового кольору з сизою поволокою, соковитий, 6—12 мм у діаметрі. У пору плодоношення вступає на 3—4-й рік.

## Поширення
Походить з Північної Америки (східні частини Канади та США). Населяє там болота, вологі зарості, краї ставків та озер, боброві ставки, гаї, вологі високогірні ліси, виходи гірських порід на висотах 0–2000 м. В Україні вирощують як плодову, лікарську й декоративну рослину.

## Сировина
3 лікувальною ціллю та для харчування використовують стиглі свіжі або сушені плоди горобини чорноплодої, збирають їх у вересні — жовтні. Сушіння проводять на відкритому повітрі або в сушарках при температурі 40—50°. Сушені плоди офіційно вважаються лікарським засобом.

## Хімічний склад
У плодах горобини чорноплодої знайдено рутин, біофлавоноїди (близько 500 мг/100 г), які ущільнюють ендотелій кровоносних судин та зменшують їх крихкість; органічні кислоти, каротин, тіамін, дубильні речовини, 5—6 % фенольних сполук (флавоноїди і фенолокислоти), до 2,5 % пектинових речовин, цукри (4,6—9,4 %), фенолкарбонові кислоти, фолієву кислоту, рибофлавін, нікотинову кислоту, токоферол, аскорбінову кислоту фосфор, мідь, марганець, залізо, молібден, магній, бор, кобальт, йод (5—6 мкг/100 г).
Насіння містить жирну олію (14,8-21,9 %).

## Застосування
Плоди горобини чорноплідної (Fructus Aroniae melanocarpae) використовують для виробництва вітамінних соків, повидла, таблеток, особливо багатих на вітамін Р, а також органічних харчових барвників в харчовій і кондитерській промисловості.
Плоди горобини чорноплідної використовують у науковій медицині як гіпотензивний, капілярозміцнювальний, сечогінний й жовчогінний, полівітамінний засіб, зокрема для профілактики Р-вітамінозної недостатності. У народній медицині їх рекомендують вживати при гастриті зі зниженою секрецією шлункового соку, атеросклерозі, при тиреотоксикозі, геморагічному діатезі, гломерулонефриті, для лікування променевої хвороби, дерматитів рук у рентгенологів.
Оскільки плоди горобини чорноплідної посилюють виділення шлункового соку, їх не рекомендують вживати при виразковій хворобі шлунка і дванадцятипалої кишки. Протипоказані сік і ягоди рослини при підвищеному зсіданні крові, зокрема у разі флебіту та тромбофлебіту.

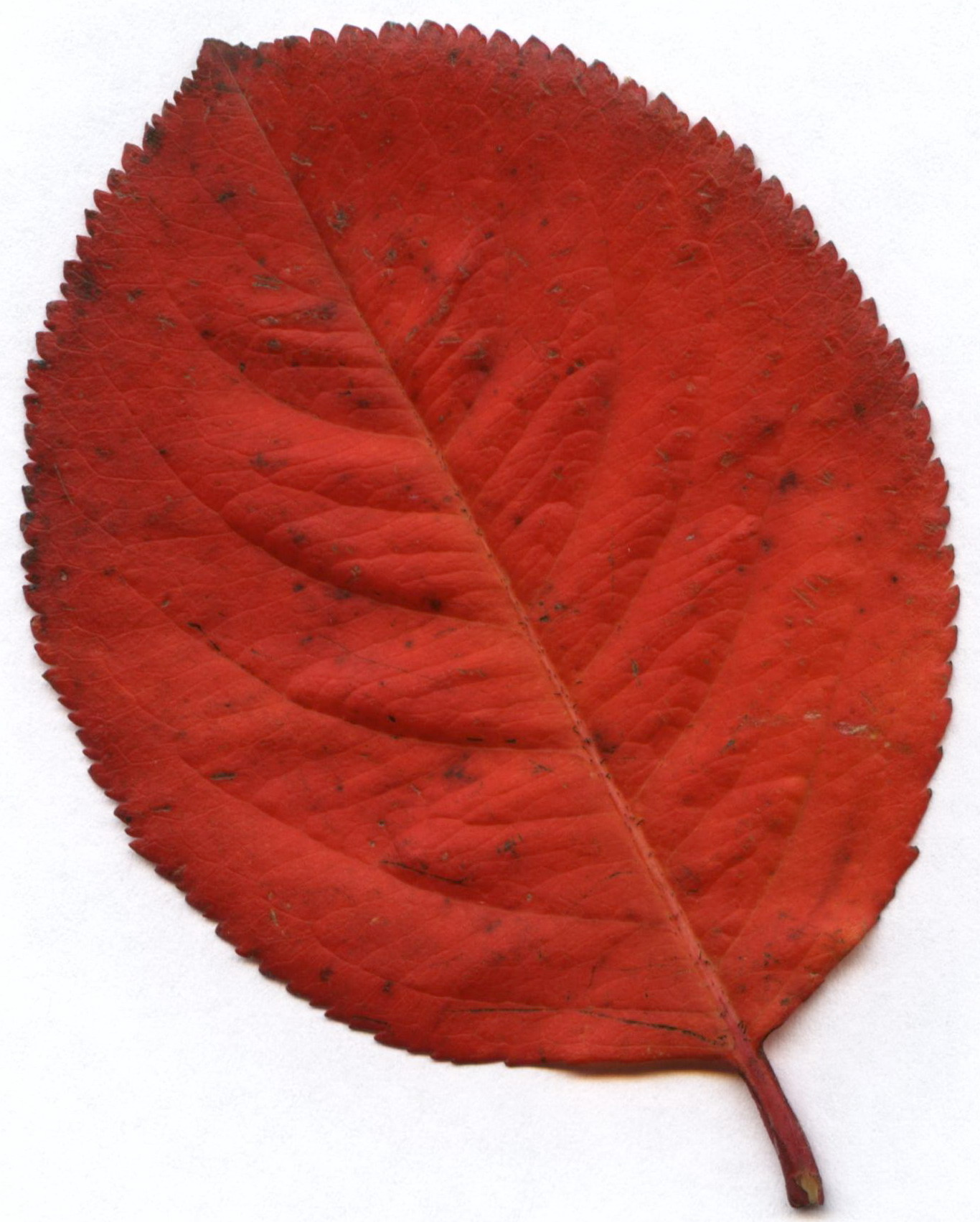
Листок горобини чорноплідної восени

Плоди або сік з них зумовлюють гіпотензивну та спазмолітичну дію як в умовах експериментальної гіпертонії, так і у хворих на гіпертонічну хворобу. Завдяки вмістові в плодах фенолкарбонових кислот і йоду їх застосовують у комплексній терапії тиреотоксикозу. У клінічних та експериментальних умовах встановлено, що плоди горобини виявляють помітний активізуючий вплив на систему гемостазу, тому їх застосовують при різноманітних патологічних зрушеннях у системі згортання крові, зокрема, при геморагічних діатезах, капіляротоксикозах і кровотечах різного походження. Ефективна горобина чорна при атеросклерозі, цукровому діабеті, гломерулонефритах, променевих ураженнях і алергічних станах, при порушеннях, зумовлених застосуванням антикоагулянтів. Останнім часом з'ясовано, що листя горобини чорної містить речовини, які мають здатність поліпшувати роботу печінки, сприяти утворенню й відтокові жовчі.
Плоди або добавки, багаті на поліфеноли чорноплідної горобини, можуть бути ефективними для покращення окислювально-відновного балансу спортсменів, що може сприяти покращенню витривалості та відновлення.

## Розмноження
Розмножують аронію відводками, поділом куща, зеленими живцями і насінням.